# Stadio Mario Rigamonti
Stadio Mario Rigamonti este un stadion din Brescia, Italia. Pe el își dispută meciurile de acasă Brescia Calcio.